# 恩賽姆戰役
恩賽姆戰役（法語：Bataille d'Entzheim）發生於1674年10月4日，是法荷戰爭期間的一場戰鬥。戰場位於阿尔萨斯地區斯特拉斯堡以南的恩賽姆鎮附近，由蒂雷納子爵率領的法軍與神聖羅馬帝國軍隊交戰。
在這場戰役中，蒂雷納的侵略性和出色的後勤彌補了人數上的劣勢，使他能夠快速機動並讓對手失去陣腳。儘管擁有強大的防禦陣地和優越的人數，帝國部隊在法國的數次進攻後撤退。

## 註腳
1. ↑  Morris 1891，第30頁.
2. ↑  Cathal 2008，第479頁.
3. ↑  Clodfelter 2008，第46頁.
4. 1 2 3 4  Longueville 1907，第355頁.
5. 1 2  de Périni 1896，第123頁.